# Doddabadihalli, Challakere
Doddabadihalli là một làng thuộc tehsil Challakere, huyện Chitradurga, bang Karnataka, Ấn Độ.